# Julie Delaloye
Julie Delaloye, née en 1979 à Lausanne, est une médecin et écrivaine suisse.

## Biographie
Julie Delaloye naît à Lausanne en 1979. Elle grandit à Monthey, dans le canton du Valais. 
Alors qu'elle est encore étudiante en 5e année de médecine, elle reçoit le 3e prix au concours Le Prix de la Sorge 2003, pour son texte Fragments d'absence. 
Lauréate 2008 du Prix de la Vocation en poésie (Fondation Marcel Bleustein-Blanchet), Julie Delaloye voit son premier texte Dans un ciel de février être publié par Éditions Cheyne et retenu dans la sélection 2009 Lettres frontière.

## Œuvres
- Dans un ciel de février, Éditions Cheyne, octobre 2008, 58 p.  (ISBN 9782841161409)
- Malgré la neige, Devesset, Éditions Cheyne, juillet 2015, 80 p. (ISBN 9782841162185)[3]

## Sources
- « Julie Delaloye », sur la base de données des personnalités vaudoises sur la plateforme « Patrinum » de la Bibliothèque cantonale et universitaire de Lausanne.
- Solothurner Literaturtage -  Sämtliche Beiträge
- Julie Delaloye